# Riserva naturale Bosco della Mesola
La riserva naturale Bosco della Mesola è un'area naturale protetta con un'estensione di 835,70 ettari ed è situata nei comuni di Goro, Codigoro e Mesola, in provincia di Ferrara. La riserva è stata istituita nel 1977 ed è riserva naturale statale.

## Storia
Il Bosco della Mesola è un tratto superstite dei boschi di leccio che crebbero nel periodo caldo medievale. Nel tardo Medioevo e nel Rinascimento, queste foreste furono ridotte dal disboscamento fino ad un'unica striscia di tratti boschivi tra il Delta del Po ed il paese di Cervia presso Ravenna: questi erano le Pinete Ravennati, il Bosco Eliceo presso San Giuseppe, il Bosco della Prepositura Pomposiana ed un bosco mantenuto dalla Casa d'Este per la caccia al cervo nobile e al daino. Il bosco degli Este fu circondato da una cinta muraria tra il 1578 ed il 1583 per gli ordini di duca Alfonso II d'Este, ma fu abbattuto e rimpiazzato da aree agricole nel 1598. Il Bosco Eliceo fu similarmente abbattuto nel 1675. Il Bosco della Prepositura Pomposiana continuò a coprire un'area di 5000 ettari fino al XVI secolo, ma fu in seguito ridotto in superficie. I tratti superstiti di questa area boschiva furono parzialmente protetti dalla formazione di "valli" allagate e di paludi malariche a causa di una deviazione di un ramo del Po voluta dalla Repubblica di Venezia per prevenire l'insabbiamento della Laguna veneta. L'area di foresta situata in questa zone sopravvisse fino al presente e forma il Gran Bosco della Mesola moderno.

## Ambiente

### Flora

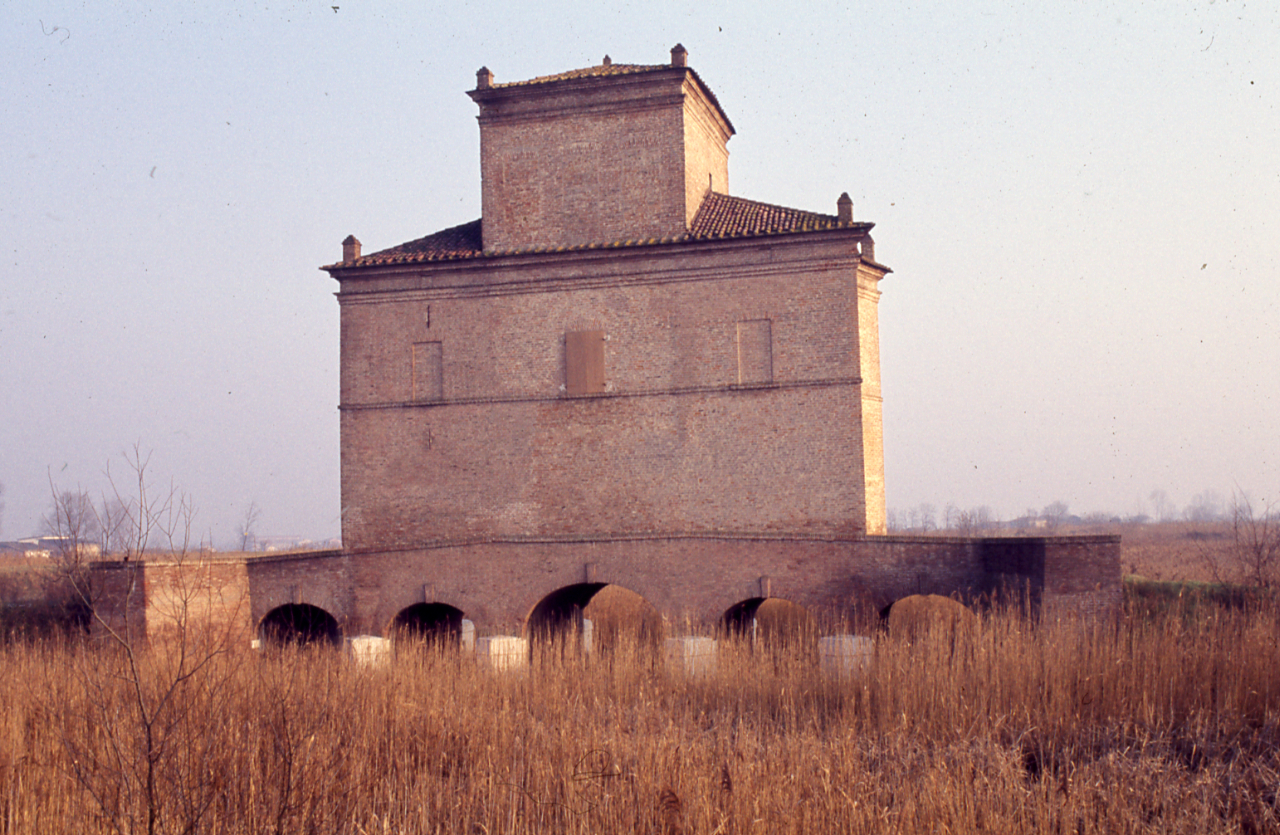
Torre Abate, nell'oasi di Mesola, fotografata da Paolo Monti nel 1975. Fondo Paolo Monti, BEIC

La vegetazione è costituita da tipici arbusti costieri e mediterranei come il leccio e la tamerice, ma anche da alberi ad alto fusto come il pino domestico, il salice, il pioppo, la quercia.

### Fauna
La fauna all'interno della Riserva naturale Bosco della Mesola è ricca di vertebrati come anfibi, rettili, uccelli e mammiferi.
Tra gli anfibi è importante la presenza di esemplari di pelobate fosco, unica popolazione nota a sud del fiume Po.
Fra i rettili si segnalano la vipera comune, il biacco, la testuggine di Hermann e la testuggine palustre.
Le specie di uccelli sono numerose, tra queste troviamo il merlo, la capinera, la cinciallegra e l'allocco.
Molto interessanti e rappresentativi sono soprattutto i mammiferi, come i daini (qui introdotti negli anni 1950-60) ed i cervi. Sono presenti inoltre il tasso, la puzzola, il riccio e l'arvicola. È inoltre probabile la presenza del lupo.

#### Cervo delle Dune
Il consistente nucleo di circa 300 esemplari di cervo della Mesola (o Cervo delle Dune) rappresenta una popolazione unica nel suo genere in Italia. Sono esemplari diretti discendenti degli antichi cervi della Pianura Padana e risultano essere una sottospecie autoctona assolutamente diversa dalle altre presenti sulla penisola, più imparentata con i cervi sardo-corsi e nordafricani. È stata oggetto di studi e di un'esposizione museale al secondo piano del castello della Mesola (Museo del bosco e del cervo della Mesola).
È possibile vedere il cervo utilizzando un pulmino elettrico nel periodo compreso tra marzo e fine ottobre. Piani di reintroduzioni e di rilascio di alcuni esemplari, nel tentativo di creare altre popolazioni stabili, sono stati effettuati in alcune aree in Calabria prive della presenza del Cervo comune, evitando così ibridazioni con la sottospecie nominale.